# أجنحة العاصفة
فريق أجنحة العاصفة للاستعراص الجوي، (بالإنجليزية: Wings of Storm)‏. (الكرواتية: Krila Oluje) هو فريق عرض استعراض جوي تابع إلى القوات الجوية والدفاع الجوي الكرواتية. مهمتها هي تقديم المهارة والانضباط والعمل الجماعي للسلاح الجوي الكرواتي.

## الفريق
الفريق «كريلا أولجي» يتكون من طيارين من القاعدة الجوية العسكرية الثالثة والتسعين زيمونيك. بالمقارنة مع غالبية الفرق الهوائية في العالم التي تتمثل مهمتها الوحيدة في تدريب الطيارين والقيام بعروض الفرق الهوائية، فإن المهمة الأساسية للطيارين من «كريلا أولجي» هي تدريب طياري سلاح الجو الكرواتيين المستقبليين.
كانت الكابتن ديانا دوبوس، عضوًا في «كريلا أولوج» في الفترة من عام 2005 إلى عام 2007، وأصبحت ثالث امرأة في العالم تطير في فريق البهلوان.

## الرحلة الأولى
كانت أول رحلة للفريق في أداء البهلواني مع تشكيل من أربع طائرات، خلال حفل افتتاح بطولة الشراعية الأوروبية في زادار في 23 يوليو 2004. في 5 أغسطس 2005، في كنين، للاحتفال العاشر الذكرى السنوية للعملية العسكرية والشرطة المعروفة باسم «اوليجا» (التي سمي الفريق بعدها)، تم تقديم الفريق «كريلا اوليي» رسميًا للجمهور الكرواتي. وبحلول نهاية العام، نما الفريق إلى تشكيل مكوّن من خمس طائرات، وأُطلقت الرحلة الأولى مع تشكيل من ست طائرات في 25 مارس 2009.
يتم اختيار المرشحين للفرق من بين مدربي الطيران الذين يستوفون شروط تقنية الطيران الممتازة، ولديهم الاستعدادات النفسية والفيزيائية اللازمة، وعرض العمل الجماعي، ولديهم ما لا يقل عن 600 ساعة طيران. ويخضع المرشحون لتدريب يطالب بالتمارين الجوية في تشكيلات تتراوح من طائرتين إلى ست طائرات.
أثناء الأداء، تطير الطائرة على مسافات أقل من 2 متر من بعضها البعض، بسرعة تصل إلى 550 كم / ساعة، والأحمال التي يتحملها الطيارون هي من -2.5 جم إلى +6.5 جم.

## البرنامج
ويبلغ طول البرنامج الذي تؤديه «كريلا أولجي» 23 دقيقة، ويتم تنفيذه على ارتفاعات تتراوح بين 50 و 1000 متر، وعلى أقل تقدير من الجمهور الذي يبلغ حوالي 230 مترًا. يقدم الراوي البرنامج للمشاهدين. وتتمثل مهمته أيضا في قيادة الطائرة الاحتياطية للفريق. لا يوجد طيارون احتياطيون - في حالة ما إذا كان الطيار مريضًا، ينفذ الفريق برنامجًا مختصلاً بخمس طائرات أو يقوم بإلغاء الأداء.
بالنسبة للتدريب والشاشات، لا تملك «كريلا أولوي» طائرات ومعدات محددة، كما تفعل غالبية فرق العرض في العالم، بدلاً من ذلك تستخدم الطائرة من سرب القاعدة الجوية 93.
في 4 مارس 2015 ، قدم جميع الطيارين الستة طلبهم لإنهاء خدمتهم العسكرية وترك سلاح الجو، مما أدى فعليًا إلى حل أجنحة العاصفة قبل بضعة أشهر من حلول الذكرى السنوية العاشرة. وحسب العديد من وسائل الإعلام، تلقى الطيارون عرضًا متفوقًا من قطر، حيث كانوا سيطيرون على الحواسيب الشخصية.